# Dueña y Señora
Dueña y Señora, est une telenovela américaine-portoricaine diffusée en 2006 par Telemundo.

## Distribution
- Karla Monroig - Adriana Campos/ Amanda Soler
- Angel Viera - Diego Santa Rosa
- Flor Nuñez - Ivana Borgés De Santa Rosa
- Braulio Castillo Jr. - Manuel Santa Rosa
- Pedro Juan Figueroa - Esteban Robles
- Gilda Haddock - Beatríz
- Raúl Rosado - Alejandro Peña (Villain)
- Gladys Rodríguez - Mamá Elvira
- Meche Mercado - Carmen De Peña
- Charlie Masso - Radamés
- Jorge Alberti - William Santa Rosa "Willy"
- Edgardo Monserrat - Javier Peña
- Daniela Droz - Carlota Peña
- Katiria Soto - Eloisa Santa Rosa
- Eli Cay - Leopold Hardwich
- Noris Jofrre

## Diffusion internationale
- Porto Rico: Telemundo
- Venezuela: Venevision

## D'autres versions
- La dueña (1984-1985), dirigée par Tomás López, produit par Nardy Fernández pour Venezolana de Televisión; avec Amanda Gutiérrez et Daniel Alvarado.